# Стрельба на летних Олимпийских играх 1900 — пистолет среди команд, 50 метров
Соревнования по стрельбе из армейского пистолета среди мужских команд на летних Олимпийских играх 1900 прошли 1 августа. Приняли участие четыре команды по пять человек из разных стран.

## Призёры
| Золото                                                                             | Серебро                                                                   | Бронза                                                                                             |
| Швейцария Фридрих Люти · Пауль Пробст · Луи Ришарде · Карл Рёдерер · Конрад Штеели | Франция Луи Дюффуа · Морис Лекок · Леон Моро · Ахилл Парош · Жюль Трините | Нидерланды Солко ван ден Берг · Антониус Боувенс · Антони Свейс · Хенрик Силлем · Герардус ван Хан |

## Соревнование
| Место | Команда                                                                                        | Стрелок 1 | Стрелок 2 | Стрелок 3 | Стрелок 4 | Стрелок 5 | Всего |
| ----- | ---------------------------------------------------------------------------------------------- | --------- | --------- | --------- | --------- | --------- | ----- |
| 1     | Швейцария Карл Рёдерер, Конрад Штеели, Луи Ришарде, Фридрих Люти, Пауль Пробст                 | 503       | 453       | 448       | 435       | 432       | 2271  |
| 2     | Франция Ахилл Парош, Луи Дюффуа, Леон Моро, Жюль Трините, Морис Лекок                          | 466       | 442       | 435       | 431       | 429       | 2203  |
| 3     | Нидерланды Герардус ван Хан, Хенрик Силлем, Антониус Боувенс, Солко ван дер Берг, Антони Свейс | 437       | 408       | 390       | 331       | 310       | 1876  |
| 4     | Бельгия Альбан Роман, Теве, Виктор Робер, Эшор, Шарль Лебек                                    | 405       | 404       | 351       | 345       | 318       | 1823  |